# William Carlos Williams
William Carlos Williams (Rutherfort, New Jersey, 1883. szeptember 17. – Rutherfort, 1963. március 4.) amerikai orvos, költő, életműve szorosan kapcsolódik a modernizmushoz és az imagizmushoz.

## Művei

### Magyarul
- Amerikai beszédre; ford. Kodolányi Gyula, Orbán Ottó, Várady Szabolcs; vál., utószó Kodolányi Gyula; Európa, Bp., 1984 (Napjaink költészete)